# Esclaus a Nova York
Esclaus de Nova York (títol original: Slaves of New York) és una pel·lícula de 1989, dirigida per James Ivory i compta amb les actuacions de Bernadette Peters, Adam Coleman Howard, Anne Katarine, Chris Sarandon, Mary Beth Hurt, Madeleine Potter i Steve Buscemi. Ha estat doblada al català.
Basada en les històries "Slaves of New York" de Tama Janowitz, la pel·lícula segueix les vides de lluita i esforç d'artistes a la ciutat de Nova York durant la meitat dels anys '90.

## Argument
La història se centra en Eleanor (Bernadette Peters), una aspirant a dissenyadora de barrets, i un grup d'artistes i models del món de l'art de la ciutat de Nova York. Eleanor viu amb el seu jove promès Stash, un artista desconegut. Stash és infidel i tracta a Eleanor amb indiferència. Ella continua amb ell malgrat aquesta relació perquè no té cap altre lloc on viure. Quan un dissenyador, Wilfredo (Steve Buscemi), descobreix els seus dissenys i li ofereix utilitzar-los per a un xou de modes, Eleanor aconsegueix el respecte i els diners per deixar a Stash.

## Repartiment
- Bernadette Peters: Eleanor.
- Anne Katarine: Mooshka.
- Chris Sarandon: Victor Okrent.
- Mary Beth Hurt: Ginger Booth.
- Madeleine Potter: Daria.
- Adam Coleman Howard: Stash.
- Jsu García: Marley.
- Charles McCaughan: Sherman.
- John Harkins: Chuck Dade Dolger.
- Mercedes Ruehl: Samantha.
- Joe Leeway: Jonny Jalouse.
- Bruce Peter Young: Mikell.
- Michael Schoeffling: Jan.
- Steve Buscemi: Wilfredo.
- Mark Boone Junior: Mitch.
- Anthony LaPaglia: Henry.
- Stanley Tucci: Darryl.

## Al voltant de la pel·lícula
Tama Janowitz havia escrit un guió per a Andy Warhol, basat en les històries d'Eleanor i Stash en la seva col·lecció de contes curts de 1986, Slaves of New York. En morir Warhol, el director Ivory i el productor Merchant van comprar aquest guió.
Sobre el càsting i el paper d'Eleanor, James Ivory va comentar: "...però de 100 noies, no hi havia ni una sola amb l'originalitat de la senyoreta Peters. Volíem algú inusual i diferent però també ingènua i no tan ser-ciències".
Esclaus de Nova York va ser filmada en el Lower East Side de Nova York, començant el 4 d'abril de 1988, amb deu setmanes de duració marcats a l'agenda. Va ser dirigida amb un modest pressupost (cinc milions de dòlars), la qual cosa va significar que no va haver-hi assajos de llarga durada. Va haver solament un assaig abans de començar el rodatge.

## Rebuda
En general, Esclaus de Nova York va rebre crítiques desfavorables en la seva estrena. Janet Maslin va escriure que la pel·lícula "...simplement s'arrossega de situació en situació" i "mai és envolvent". Roger Ebert, que li va donar mitja estrella (sobre quatre) de puntuació, va començar la seva ressenya dient: "Detesto Esclaus de Nova York tant que desconfio de la meva pròpia opinió".
La pel·lícula va recaptar 463.972 dòlars als Estats Units.
Esclaus de Nova York es va transformar en una pel·lícula de culte en les comunitats gai dels EUA. Notòriament per l'escena en la qual es mostra una representació de "Love Is Like an Itching In My Heart" de The Supremes als carrers.